# Civilisation casarabe
La civilisation casarabe est une civilisation précolombienne. Elle prend naissance au VIe siècle dans la savane tropicale de Llanos de Moxos, au Sud-Ouest de l'Amazonie, en Bolivie. On retrouve des traces de sa présence jusqu'au XVIe siècle. 
Des fouilles archéologiques révélées dans la revue Nature en 2022 établissent la preuve irréfutable que l'Amazonie occidentale était fortement peuplée à l'époque pré-hispanique, avant l'arrivée des conquistadors espagnols, notamment par les Casarabes.  
Une campagne de télédétection par laser et de cartographie des sites anciens a permis de localiser deux grands sites de peuplement et 24 sites plus petits. Ces traces démontrent une forte densité humaine, avec de nombreuses routes, des chaussées surélevées, des pyramides de plusieurs étages et même quelques immeubles de 5 à 6 étages. Les Casarabes ont construit des lieux de vie s'apparentant à des villes, sur des grands sites de peuplement où de remarquables infrastructures composées de canaux et de réservoirs permettaient de contrôler l'eau et un système agricole complexe. Sur le plan militaire, les villes étaient entourées de remparts.
À forte tradition orale, l'organisation régionale et la culture casarabe reste encore mal comprise.